# ريو برانكو (الأوروغواي)
ريو برانكو هي مدينة، في الأوروغواي، تتبع سيرو لاغو، بلغ عدد سكانها 14,604 نسمة في 2011، رمزها البريدي هو 37100.